# Европейская конфедерация профсоюзов
Европейская конфедерация профсоюзов (ЕКП) (англ. European Trade Union Confederation (ETUC)) — международная профсоюзная организация, объединяющая профсоюзы европейских стран.
ЕКП была создана в феврале 1973 года и заменила Европейскую региональную организацию Международной конфедерации свободных профсоюзов (прекратила существование в 1969 году), Европейскую конфедерацию свободных профсоюзов и Профсоюзный комитет стран Европейской ассоциации свободной торговли (обе организации прекратили существование в 1973 году).

## Деятельность
В Европейскую конфедерацию профсоюзов входит более 90 национальных профсоюзных центров и общеевропейских профсоюзов, которые представляют около 45 миллионов рабочих. 
ЕКП является одним из четырёх социальных партнеров, которые признаны Европейской комиссией, что означает, что Европейская комиссия консультируется с ней при разработке социальной и экономической политики. 
При ЕКП действует Европейский институт профсоюзов — научный и аналитический центр, исследующий европейское профсоюзное движение.
В рамках ЕКП действуют различные структуры, которые занимаются увеличением репрезентативности в профсоюзах определенных групп членов, таких, например, как женщины и молодёжь.

## Членские организации
| Название профсоюзного центра                                                      | Аббревиатура           | Государство        |
| --------------------------------------------------------------------------------- | ---------------------- | ------------------ |
| Профсоюз Андорры                                                                  | USDA                   | Андорра            |
| Австрийская федерация профсоюзов                                                  | OGB                    | Австрия            |
| Всеобщая федерация труда Бельгии                                                  | ABVV/FGTB              | Бельгия            |
| Конфедерация христианских профсоюзов                                              | ACV/CSC                | Бельгия            |
| Всеобщая конфедерация либеральных профсоюзов Бельгии                              | CGSLB/ACLVB            | Бельгия            |
| Конфедерация независимых профсоюзов Болгарии                                      | CITUB                  | Болгария           |
| Конфедерация труда «Подкрепа»                                                     | PODKREPA               | Болгария           |
| Союз автономных профсоюзов Хорватии                                               | SSSH/UATUC             | Хорватия           |
| Ассоциация хорватских профсоюзов                                                  | MATICA                 | Хорватия           |
| Независимые профсоюзы Хорватии                                                    | NHS                    | Хорватия           |
| Кипрская конфедерация трудящихся                                                  | SEK                    | Кипр               |
| Демократическая федерация труда Кипра                                             | DEOK                   | Кипр               |
| Федерация профсоюзов турецких рабочих                                             | TURK-SEN               | Кипр               |
| Чешско-Моравская конфедерация профсоюзов                                          | CMK OS                 | Чехия              |
| Датская конфедерация профессиональных ассоциаций                                  | Akademikerne           | Дания              |
| Датская конфедерация профсоюзов                                                   | FH                     | Дания              |
| Конфедерация эстонских профсоюзов                                                 | EAKL                   | Эстония            |
| Эстонская ассоциация профсоюзов работников                                        | TALO                   | Эстония            |
| Конфедерация профсоюзов профессионального и управленческого персонала в Финляндии | AKAVA                  | Финляндия          |
| Центральная организация финских профсоюзов                                        | SAK                    | Финляндия          |
| Финская конфедерация профессионалов                                               | STTK                   | Финляндия          |
| Французская демократическая конфедерация труда                                    | CFDT                   | Франция            |
| Французская конфедерация христианских трудящихся                                  | CFTC                   | Франция            |
| Всеобщая конфедерация труда                                                       | CGT                    | Франция            |
| Форс увриер                                                                       | FO                     | Франция            |
| Национальный союз автономных профсоюзов                                           | UNSA                   | Франция            |
| Объединение немецких профсоюзов                                                   | DGB                    | Германия           |
| Конфедерация профсоюзов государственных служащих Греции                           | ADEDY                  | Греция             |
| Всеобщая конфедерация греческих рабочих                                           | GSEE                   | Греция             |
| Демократическая конфедерация свободных профсоюзов                                 | LIGA                   | Венгрия            |
| Национальная федерация рабочих советов                                            | MOSz                   | Венгрия            |
| Национальная конфедерация венгерских профсоюзов                                   | MASZSZ                 | Венгрия            |
| Форум сотрудничества профсоюзов                                                   | SZEF                   | Венгрия            |
| Конфедерация союзов профессионалов                                                | ÉSZT                   | Венгрия            |
| Исландская конфедерация труда                                                     | ASI                    | Исландия           |
| Исландская конфедерация академиков                                                | BHM                    | Исландия           |
| Конфедерация государственных и муниципальных служащих                             | BSRB                   | Исландия           |
| Ирландский конгресс тред-юнионов                                                  | ICTU                   | Ирландия           |
| Всеобщая итальянская конфедерация труда                                           | CGIL                   | Италия             |
| Итальянская конфедерация профсоюзов трудящихся                                    | CISL                   | Италия             |
| Итальянский союз труда                                                            | UIL                    | Италия             |
| Союз независимых профсоюзов Латвии                                                | LBAS                   | Латвия             |
| Ассоциация рабочих Лихтенштейна                                                   | LANV                   | Лихтенштейн        |
| Литовская федерация труда                                                         | LDF                    | Литва              |
| Литовская конфедерация профсоюзов                                                 | LPSK / LTUC            | Литва              |
| Литовский профсоюз «Солидарность»                                                 | LPSS (LDS)             | Литва              |
| Всеобщая конфедерация труда Люксембурга                                           | OGBL                   | Люксембург         |
| Люксембургская конфедерация христианских профсоюзов                               | LCGB                   | Люксембург         |
| Конфедерация профсоюзов Мальты                                                    | CMTU                   | Мальта             |
| Всеобщий рабочий союз                                                             | GWU                    | Мальта             |
| Форум мальтийских профсоюзов                                                      | FORUM                  | Мальта             |
| Национальная конфедерация профсоюзов Молдовы                                      | CNSM                   | Молдова            |
| Союз свободных профсоюзов Черногории                                              | UFTUM                  | Черногория         |
| Христианская национальная федерация профсоюзов                                    | CNV                    | Нидерланды         |
| Федерация нидерландских профсоюзов                                                | FNV                    | Нидерланды         |
| Федерация профсоюзов профессионалов                                               | VCP                    | Нидерланды         |
| Македонская конфедерация свободных профсоюзов                                     | KSS                    | Северная Македония |
| Федерация профсоюзов Македонии                                                    | FTUM                   | Северная Македония |
| Норвежская конфедерация профсоюзов                                                | LO-N                   | Норвегия           |
| Конфедерация профессиональных профсоюзов                                          | YS                     | Норвегия           |
| Конфедерация профсоюзов профессионалов                                            | UNIO                   | Норвегия           |
| Независимый самоуправляемый профсоюз «Солидарность»                               | NSZZ Solidarność       | Польша             |
| Всепольское соглашение профсоюзов                                                 | OPZZ                   | Польша             |
| Форум профсоюзов                                                                  | FZZ Trade Unions Forum | Польша             |
| Всеобщая конфедерация португальских рабочих                                       | CGTP-IN                | Португалия         |
| Всеобщий союз рабочих                                                             | UGT-P                  | Португалия         |
| Национальный блок профсоюзов                                                      | BNS                    | Румыния            |
| Национальная конфедерация профсоюзов — Картель ALFA                               | CARTEL ALFA            | Румыния            |
| Национальная конфедерация свободных профсоюзов Румынии — FRATIA                   | CNSLR-Fratia           | Румыния            |
| Демократическая конфедерация профсоюзов Румынии                                   | CSDR                   | Румыния            |
| Конфедерация труда Сан-Марино                                                     | CSdl                   | Сан-Марино         |
| Демократическая конфедерация рабочих Сан-Марино                                   | CDLS                   | Сан-Марино         |
| Союз рабочих Сан-Марино                                                           | USL                    | Сан-Марино         |
| Конфедерация профсоюзов «Независимость»                                           | NEZAVISNOST            | Сербия             |
| Конфедерация автономных профсоюзов Сербии                                         | CATUS                  | Сербия             |
| Конфедерация профсоюзов Словацкой Республики                                      | KOZ SR                 | Словакия           |
| Ассоциация свободных профсоюзов Словении                                          | ZSSS                   | Словения           |
| Рабочие комиссии                                                                  | CCOO                   | Испания            |
| Баскская рабочая солидарность                                                     | ELA                    | Испания            |
| Всеобщий союз трудящихся                                                          | UGT-E                  | Испания            |
| Рабочий союз                                                                      | USO                    | Испания            |
| Шведская конфедерация профсоюзов                                                  | LO-S                   | Швеция             |
| Шведская конфедерация профессиональных ассоциаций                                 | Saco                   | Швеция             |
| Шведская конфедерация профессиональных сотрудников                                | TCO                    | Швеция             |
| Швейцарские рабочие                                                               | Travail Suisse         | Швейцария          |
| Швейцарская конфедерация профсоюзов                                               | SGB                    | Швейцария          |
| Конфедерация революционных профсоюзов Турции                                      | DISK                   | Турция             |
| Конфедерация реальных профсоюзов Турции                                           | HAK-IS                 | Турция             |
| Конфедерация профсоюзов государственных служащих                                  | KESK                   | Турция             |
| Конфедерация турецких профсоюзов                                                  | TURK-IS                | Турция             |
| Федерация профсоюзов Украины                                                      | FPU                    | Украина            |
| Конфедерация свободных профсоюзов Украины                                         | KVPU                   | Украина            |
| Британский конгресс тред-юнионов                                                  | TUC                    | Великобритания     |

### Организации-наблюдатели
| Название профсоюзного центра                 | Аббревиатура | Государство          |
| -------------------------------------------- | ------------ | -------------------- |
| Конфедерация профсоюзов Боснии и Герцеговины | CTUBiH       | Босния и Герцеговина |
| Конфедерация профсоюзов Черногории           | CTUM         | Черногория           |